# Lăcusteni
Lăcusteni é uma comuna romena localizada no distrito de Vâlcea, na região de Oltênia. A comuna possui uma área de 32.07 km² e sua população era de 1481 habitantes segundo o censo de 2007.